# Siloz

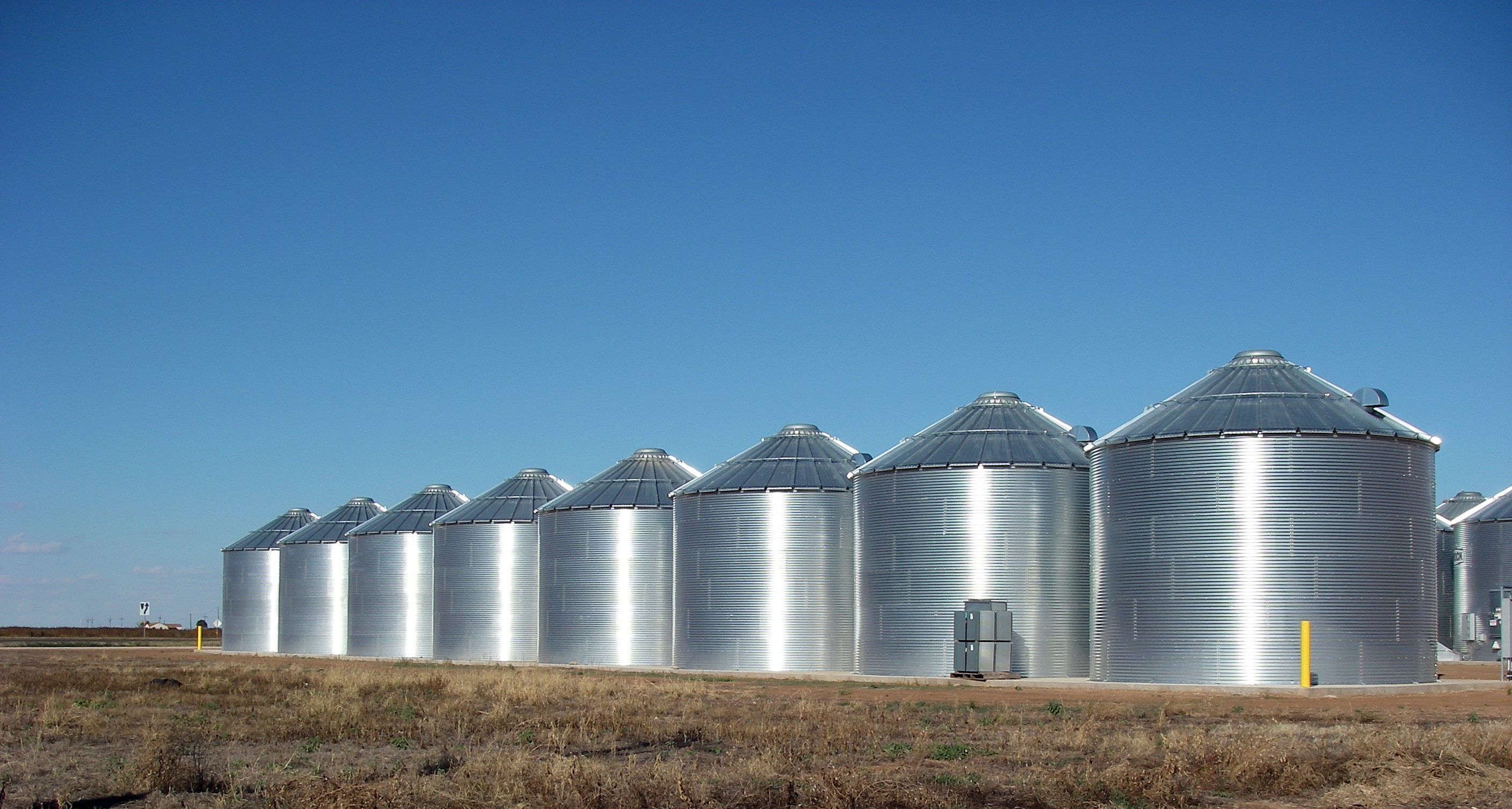
Containere de cereale din oțel în Ralls, Texas, Statele Unite.

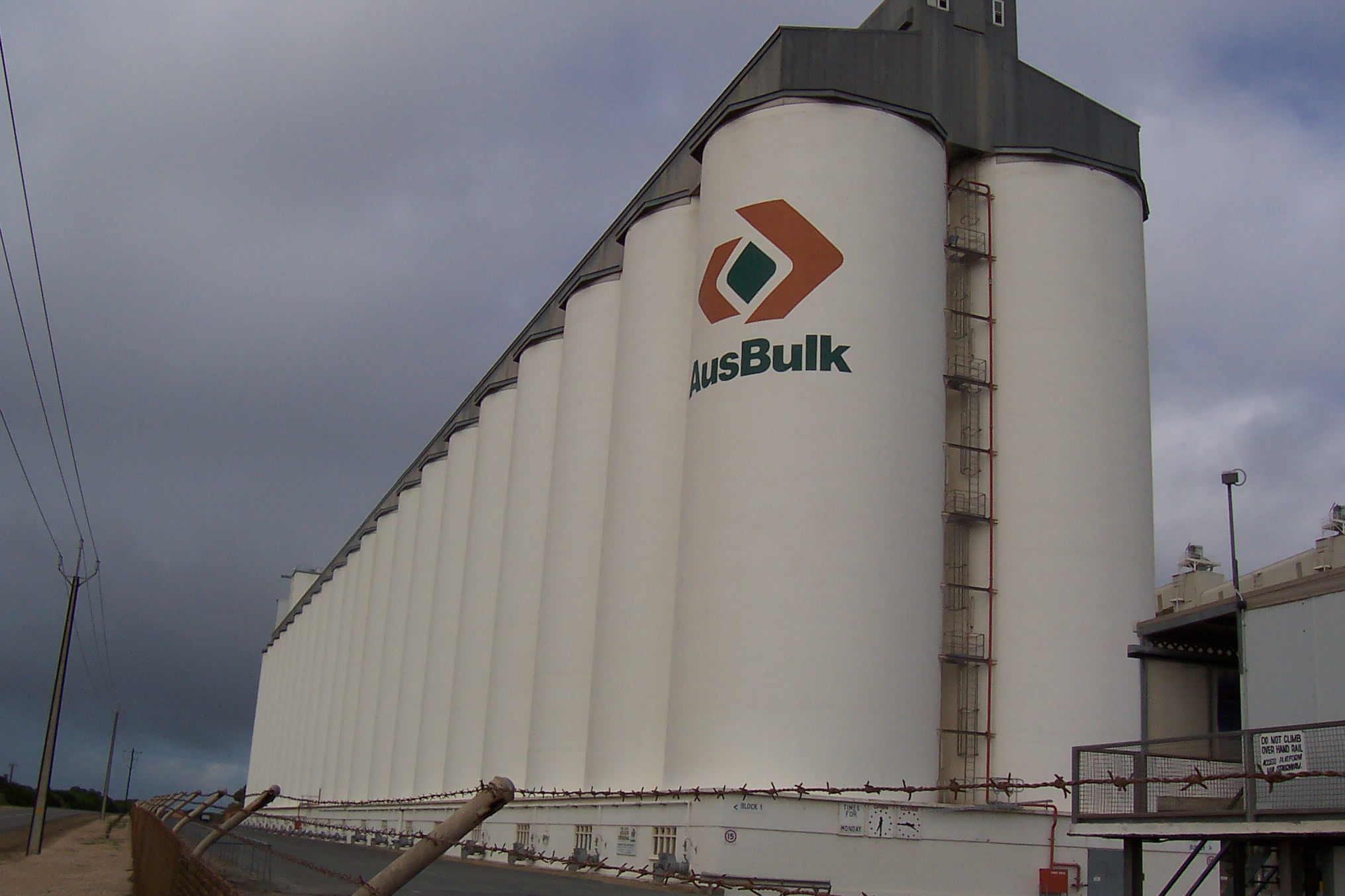
Elevator de cereale sunt compuse din grupuri de silozuri de cereale, cum ar fi acestea la Port Giles, Australia de Sud.

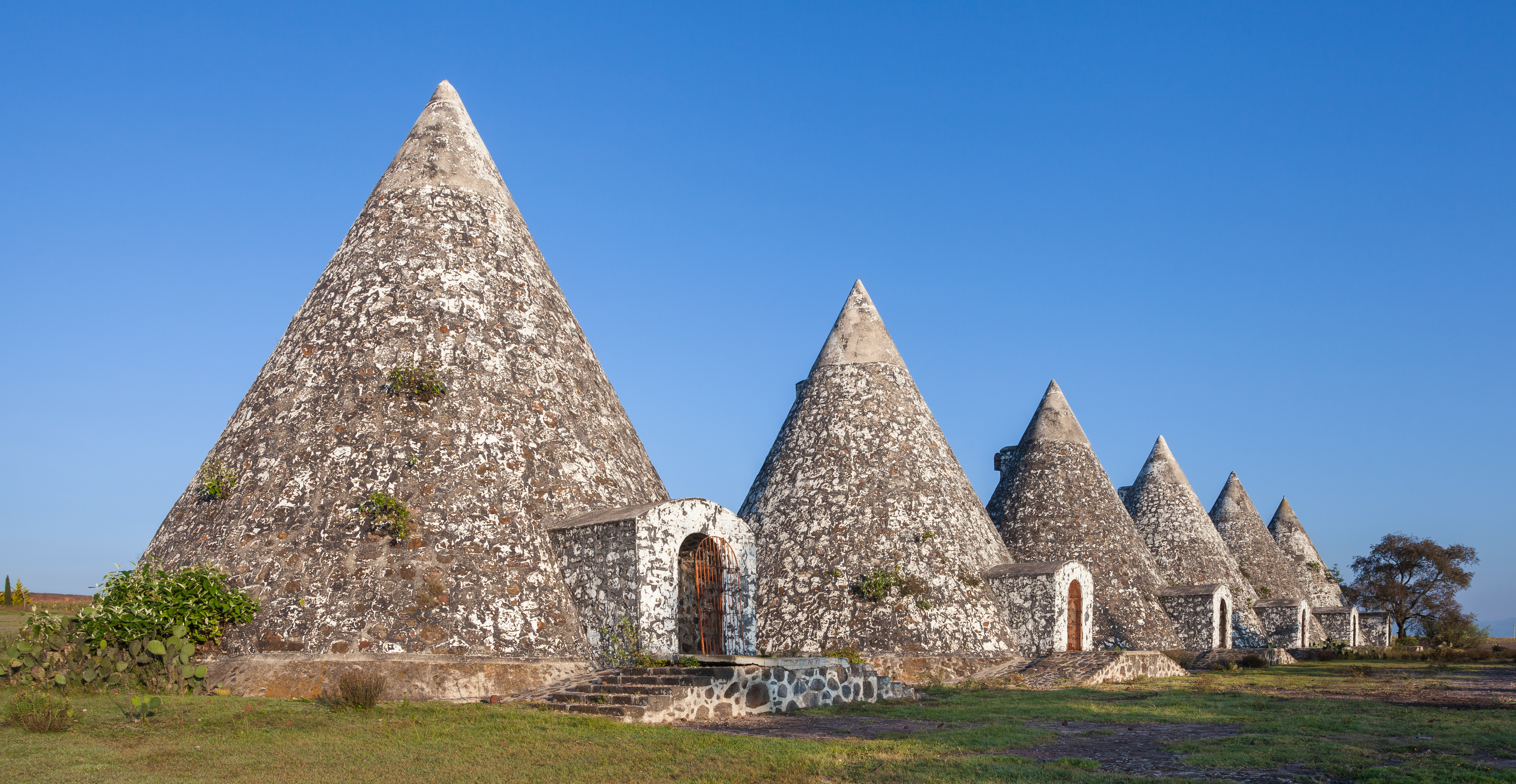
Silozuri în Acatlán, Hidalgo, Mexic.

Siloz (din grecescul σιρός – siros, „groapă pentru păstrarea cerealelor”) este o structură pentru depozitarea materialelor în vrac. Silozurile sunt folosite în agricultură pentru depozitarea furajelor fermentate cunoscute sub denumirea de însilozare, care nu trebuie confundate cu un recipient pentru cereale, care este folosit pentru depozitarea cerealelor. Silozurile sunt utilizate în mod obișnuit pentru depozitarea în vrac a cerealelor, cărbunelui, cimentului, negru de fum, așchiilor de lemn, produselor alimentare și rumegușului. Trei tipuri de silozuri sunt utilizate pe scară largă astăzi: silozuri turn, silozuri buncăr și silozuri de tip sac.